# Sockstress
Sockstress é um método que é usado para atacar servidores na Internet e outras redes que utilizam as portas TCP, incluindo Windows, Mac, Linux, BSD e qualquer roteador ou outro aparelho de internet que aceita conexões TCP. O método faz isso por tentar usar os recursos locais, a fim de travar um serviço ou toda a máquina, essencialmente um ataque de negação de serviço.